# Schoorl

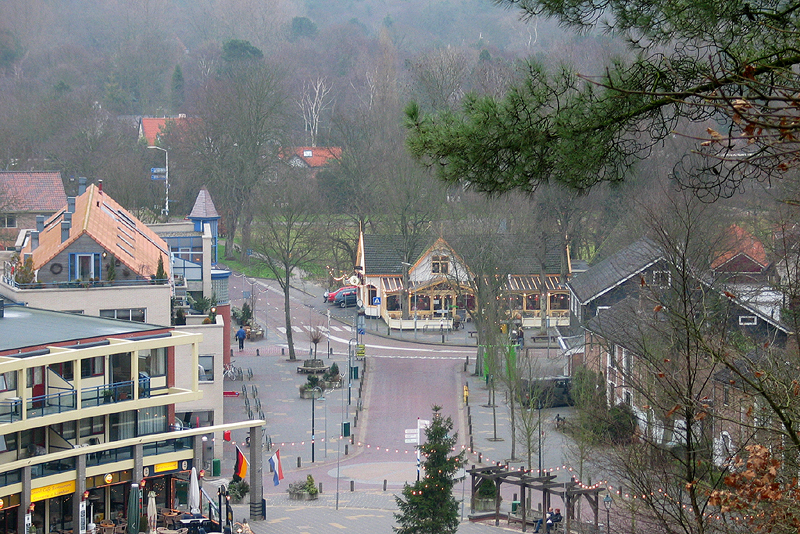
Schoorl, gezien vanaf het Klimduin

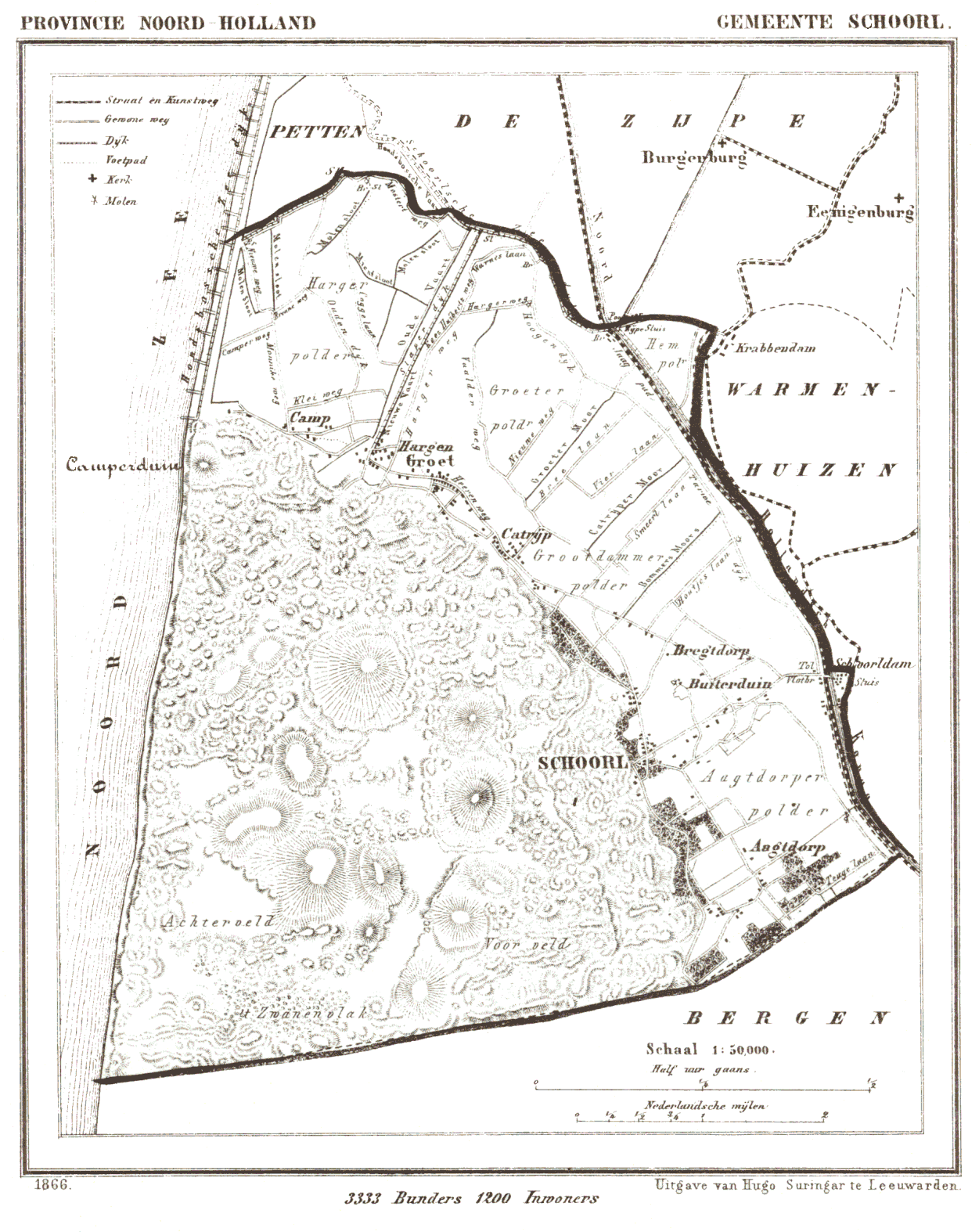
Kaart van de gemeente Schoorl uit 1865-1870

Schoorl is een dorp in de gemeente Bergen, in de Nederlandse provincie Noord-Holland.
Tot 1 januari 2001 was Schoorl een zelfstandige gemeente met de dorpen Aagtdorp, Schoorl, Schoorldam, Bregtdorp, Catrijp, Groet, Hargen en Camperduin.

## Geschiedenis
Schoorl stond in de tiende eeuw bekend als Scoronlo, in 1094 als Scorla, in 1390 als Scorle en in 1639 als Schoorel. 
Het dorp lag in de hoge middeleeuwen in het gebied tussen de duinen en het voormalige riviertje Rekere, net ten zuiden van het stroomgat Zijpe. De plaatsnaam zou verwijzen naar een bos (een lo) op een hoge zandgrond bij of nabij een drassig oeverland. Het laatste is afgeleid van het Germaanse woord skaurna. In het Engels is het woord Shore ook daarvan afgeleid.
Op 27 augustus 1799 trachten de Engelsen en Russen middels een invasie in het noorden van Holland het stadhouderlijk gezag te herstellen. Zware gevechten tegen de Frans-Bataafse troepen vinden plaats in en om Schoorl tijdens de slag bij Bergen.
In de duinen van Schoorl lag op de grens met Bregtdorp het interneringskamp Schoorl, dat in 1939 was ingericht als legerkamp. In de Tweede Wereldoorlog werd het door de Duitse bezetters gebruikt als internerings- en concentratiekamp. Eind 1941 werd het gesloten. Van de 649 Joden die werden getransporteerd naar een ander concentratiekamp overleefden er slechts twee. Een eenvoudig monument herdenkt de slachtoffers.
Het duindorp Schoorl is sinds het eind van de negentiende eeuw bekend als toeristendorp. Op veel achtererven werden al in het begin van de 20ste eeuw huisjes gebouwd die in de zomer verhuurd konden worden, en tegenwoordig zijn er verschillende vakantieparken en hotels. In Schoorl staan zowel 19e-eeuwse stolpboerderijen en arbeidershuisjes als fraaie villa's uit de vroege 20ste eeuw op de monumentenlijst. De villa Spannenburg uit 1908 is een schaars voorbeeld van art-nouveau-architectuur waarvan zowel het exterieur als het interieur gaaf bewaard zijn gebleven.

## Duinbranden
Het duin- en bosgebied tussen Bergen en Schoorl werd van augustus 2009 tot mei 2011 getroffen door branden waarbij vele honderden hectare aan natuurgebied in vlammen opgingen. Bij vrijwel elke brand werd brandstichting vermoed. 
Op 28 augustus 2009 evacueerde de brandweer 550 inwoners van Schoorl wegens een grote, zich uitbreidende brand in de Schoorlse duinen. Het kostte de brandweer dagen om de brand te blussen. In totaal ging 150 hectare duingebied in vlammen op.
Op 14 april 2010 brak in de duinen tussen Schoorl, Bergen en Bergen aan Zee een duinbrand uit. Door de noordoostelijke wind met windkracht 4-5 verplaatste het vuur zich richting Bergen aan Zee. De bewoners van de bebouwde kom werden daarom geëvacueerd. Vierhonderd personen werden ondergebracht in het nabijgelegen sportcentrum De Beeck. Staatsbosbeheer maakte in augustus 2010 bekend dat de branden een schade hebben veroorzaakt van zeker 2,5 miljoen euro.
De politie arresteerde begin mei 2011, na een nieuwe grote brand, drie verdachten. Twee mannen bekenden twee kleine branden te hebben gesticht die dankzij ingrijpen van de brandweer snel werden gedoofd. Een derde man die werd verdacht van betrokkenheid bij andere duinbranden moest een maand later weer worden vrijgelaten. Na de aanhoudingen is in het gebied geen brand meer uitgebroken.

## Geografie
Ten zuiden van Camperduin, aan de kust, ligt Hargen aan Zee, de badplaats van Hargen. Deze bestaat uit een strandopgang met een parkeerterrein, de hoofdpost van de reddingsbrigade en op het strand een strandtent. De volgende strandopgang is dan die van Schoorl aan Zee met een post van de reddingsbrigade. Vanuit Schoorl is de zee uitsluitend per fiets en te voet te bereiken.
Tussen Schoorl en Schoorl aan Zee liggen de Schoorlse Duinen, voorheen Boswachterij Schoorl, dat beheerd wordt door Staatsbosbeheer. In het gebied liggen enkele van de hoogste duinen van Nederland. Bekend is het  beeldbepalende 51 meter hoge Klimduin, dat direct in het dorp uitkomt. 
In de zeereep ligt tussen Bergen aan Zee en Schoorl aan Zee het natuurgebied De Kerf. In 1997 is in de eerste duinenrij een opening gegraven om het zeewater toegang te geven tot de achterliggende duinvallei, waardoor er in het brakke milieu een zeldzame vegetatie ontstaat.

## Bezienswaardigheden en activiteiten
Schoorl heeft naast de duinen ook bezienswaardigheden, onder andere de Hervormde Kerk uit 1783, het voormalige raadhuisje uit 1601 en een korenmolen uit 1755 genaamd Kijkduin.
Een lange maar in populariteit afnemende traditie, is de 'meidenmarkt' op tweede pinksterdag, een dorpsfeest dat zich afspeelt op en rond het Klimduin.
Sinds 2008 wordt er op het Klimduin de KlimduinRun georganiseerd. Een wedstrijd waarbij het doel is zo snel mogelijk, al omhoog rennend, 110 meter afstand op het Klimduin af te leggen.

## Geboren in Schoorl
- Jan van Scorel (1495-1562), schilder
- Jo de Leeuw (1905-1993), voordrachtskunstenaar en politicus
- Dieuwke Kollewijn (1918-2015), kunstenares
- Karla Wenckebach (1923), glazenier en schilderes
- Jan Willem Rädecker (1924-2009), beeldhouwer
- Sylvia Nicolas (1928), glazenier en beeldhouwster
- Cornelia Bakkum (1963), letterhakker en typografe
- Wim Botman (1985), wielrenner

## Sportief
- Voetbalvereniging Duinrand S